# Jim Steel (Regisseur)
Jim Steel (* 24. April 1958; † 5. November 2014) war ein US-amerikanischer Regisseur und Filmproduzent.
Nach seiner Schulzeit begann Steel in der Pornoindustrie tätig zu werden. Steel produzierte und drehte seit den 1990er Jahren Pornofilme für homosexuelle Zuschauer. Er produzierte und drehte Filme unter anderem für die Pornostudios Men of Odyssey, Vivid Man, Falcon Studios und HIS Video. Steel wurde 1999 in die Hall of Fame der Grabbys aufgenommen und 2005 wurde er mit der Aufnahme in die Hall of Fame der GayVN Awards geehrt.

## Filmographie (Auswahl)

### Als Regisseur
- Teacher's Pet (HIS Video, 2007)
- Devil Inside (HIS Video, 2006)
- Up All Night (Falcon Studios, 2005)
- Mass Appeal 2 (Men of Odyssey, 2002)
- The Joint (Men of Odyssey, 2001)
- Carnal Intentions (Men of Odyssey, 2001)
- The Journey Back (Men of Odyssey, 2000)
- Ryker's Revenge (Men of Odyssey, 1998)
- Dreaming in Blue (Vivid Man, 1998)
- Hollywood Knights (Vivid Man, 1997)
- Men's Room (Vivid Man, 1996)
- A Night with Todd Stevens (Vivid Man, 1996)
- Pure (Vivid Man, 1996)
- Rescue 69-11 (Vivid Man, 1996)
- The Return of Grant Fagin (Vivid Man, 1991)

### Als Filmproduzent
- Tulsa County Line (Men of Odyssey, 2001)
- Top Secret (Men of Odyssey, 2000)
- Caesar's Hard Hat Gang Bang (Men of Odyssey, 2000)
- Echoes (Men of Odyssey, 2000)
- Technical Ecstasy (Men of Odyssey, 1999)
- Mass Appeal (Men of Odyssey, 1998)
- Pick Up (Vivid Man, 1995)